# 羽沢 (富士見市)
羽沢（はねさわ）は、埼玉県富士見市の町名。現行行政地名は羽沢一丁目から三丁目。住居表示実施地区（一部未実施区域あり）。郵便番号は354-0033。

## 地理
富士見市の中央部の主に武蔵野台地に位置する。東武東上線鶴瀬駅東口から北に750 mほど離れている。主に住宅地となっている。

## 歴史

### 沿革
- 1974年（昭和49年）2月1日 - 住居表示の実施により[5]、大字鶴馬の一部から羽沢一丁目から三丁目が成立[6]。なお、三丁目の一部に未実施区域がある。

## 世帯数と人口
2017年（平成29年）9月30日現在の世帯数と人口は以下の通りである。
| 丁目       | 世帯数    | 人口    |
| ---------- | --------- | ------- |
| 羽沢一丁目 | 1,276世帯 | 2,979人 |
| 羽沢二丁目 | 731世帯   | 1,625人 |
| 羽沢三丁目 | 1,214世帯 | 2,703人 |
| 計         | 3,221世帯 | 7,307人 |

## 小・中学校の学区
市立小・中学校に通う場合、学区（校区）は以下の通りとなる。
| 丁目       | 番地                             | 小学校               | 中学校               |
| ---------- | -------------------------------- | -------------------- | -------------------- |
| 羽沢一丁目 | 全域                             | 富士見市立勝瀬小学校 | 富士見市立勝瀬中学校 |
| 羽沢二丁目 | 全域                             | 富士見市立鶴瀬小学校 | 富士見市立勝瀬中学校 |
| 羽沢三丁目 | 20番32号 22番、23番 25番21〜39号 | 富士見市立鶴瀬小学校 | 富士見市立東中学校   |
| 羽沢三丁目 | その他                           | 富士見市立諏訪小学校 | 富士見市立東中学校   |

## 交通
地内に鉄道は敷設されていない。
道路
- 埼玉県道266号ふじみ野朝霞線
- 埼玉県道334号三芳富士見線

## 施設
1丁目
- 富士見羽沢郵便局
- 羽沢1丁目集会所

2丁目
- 富士見市立鶴瀬小学校
- 羽沢2丁目集会所

3丁目
- 富士見市商工会
- 羽沢集会所
- 鶴瀬公民館
- エフケイ本社

## その他
- 山室遺跡 - 縄文前期の貝塚。羽沢1丁目と山室2丁目に跨る。